# Збора
Збо́ра (укр. Збора) — село в Верхнянской сельской общине Калушского района Ивано-Франковской области Украины.
Население по переписи 2001 года составляло 1485 человек. Занимает площадь 14,65 км². Почтовый индекс — 77322. Телефонный код — 03472.